# Cacaban (Singorojo)
Cacaban is een bestuurslaag in het regentschap Kendal van de provincie Midden-Java, Indonesië. Cacaban telt 663 inwoners (volkstelling 2010).